# Burquin
Burquin (arabe : برقين) est une petite ville palestinienne située à environ 5 km à l'ouest de la ville de Jénine dans le Gouvernorat de Jénine au nord de la Cisjordanie. La petite ville est situéé à une altitude d'environ 270 mètres.
Selon le bureau palestinien des statistiques, Burquin avait une population de 5 685 en 2007. La majorité des habitants de Burqin sont musulmans actuellement, avec environ 18 familles chrétiennes. La petite ville est situéé à une altitude d'environ 270 mètres. Le maire de la ville est Nimer Makhlouf aujourd'hui.
Burquin possède l'une des plus anciennes et importantes églises du monde (l'église de Burquin).

## Étymologie
Le nom de la ville provient, selon quelques sources, de l'époque du Christ. Les livres historiques mentionnent que lorsque Jésus vint de Nazareth, en direction de la ville de Bethléem, il est passé sur un site où il a trouvé une grotte qui abritait un certain nombre de personnes infectées par la lèpre. Il les aurait guéris et  le lieu a été appelé Burcin (le mot arabe pour la lèpre est Burce), puis Bourguin pour finalement devenir sur Burquin.

## Personnalités liées
- Hana Shalabi (née en 1983), activiste palestinienne